# Суперкубок Італії з волейболу серед жінок 2003
8-й розіграш Суперкубка Італії з волейболу серед жіночих команд відбувся 3 грудня 2003 року в сицилійських Сіракузах. Лідер минулого сезону «Сіріо» (Перуджа) поступився новостворенному клубові «Асистел» з Новари. У фіналі Серії А 2002/2003 грала інша команда з Новари — АГІЛ.

## Учасники
| Команда          | Місто   | Досягнення                                              |
| ---------------- | ------- | ------------------------------------------------------- |
| «Сіріо»          | Перуджа | Переможець чемпіонату і кубка Італії в сезоні 2002—2003 |
| «Асистел Воллей» | Новара  | Фіналіст чемпіонату Італії в сезоні 2002—2003           |

## Матч
| Дата      | Час |                    | Рахунок |                 | Сет 1 | Сет 2 | Сет 3 | Сет 4 | Сет 5 | Всього | Звіт  |
| --------- | --- | ------------------ | ------- | --------------- | ----- | ----- | ----- | ----- | ----- | ------ | ----- |
| 3.12.2003 |     | «Асистел» (Новара) | 3–0     | «Сіріо» Перуджа | 25–22 | 25–16 | 25–19 |       |       | 75–57  | [ 1 ] |

| 11               | Крістіна Пірв        | 12 |
| 1                | Сара Андзанелло      | 9  |
| 18               | Віржінія Де Карне () | 10 |
| 9                | Малгожата Глінка     | 7  |
| 16               | Анна Ваня Мелло      | 7  |
| 7                | Хе Ці                |    |
| 6                | Сунь Юе              |    |
| 12               | Божана Радулович     |    |
| 10               | Паола Кардулло (л)   |    |
| Резерв:          |                      |    |
| 2                | Юліана Нуку          |    |
| 14               | Мартіна Гвіджі       |    |
| Головний тренер: |                      |    |
| Лан Пін          |                      |    |

| 3                 | Дорота Свеневич      | 6  |
| 13                | Мірка Франсія        | 7  |
| 12                | Таїсмарі Агуеро ()   | 15 |
| 18                | Ненсі Меткальф       | 8  |
| 11                | Сімона Джолі         | 4  |
| 14                | Катя Монтейро        | 1  |
| 1                 | Карина Окасіо        |    |
| 2                 | Паола Кроче (л)      |    |
| Резерв:           |                      |    |
| 9                 | К'яра Арканджелі (л) |    |
| 15                | Валерія Марлетта     |    |
| Головний тренер:  |                      |    |
| Массімо Барболіні |                      |    |